# Formación Fleming Fjord
La Formación Fleming Fjord es una formación geológica del Triásico superior localizada en Groenlandia.

## Fósiles encontrados

### Dinosaurios saurisquios
- Plateosaurus longiceps (Prosauropoda)
- Terópodo indeterminado
- 2 Huellas fósiles